# Šmiklavž pri Škofji vasi
Šmiklávž pri Škófji vási je naselje ob vzhodnem delu Celja.

## Prebivalstvo
Etnična sestava 1991:
- Slovenci: 179 (93,7 %)
- Hrvati: 5 (2,6 %)
- Jugoslovani: 3 (1,6 %)
- Srbi: 1
- Regionalno opredeljeni: 3 (1,6 %)